# Sedum ochroleucum
Sedum ochroleucum là một loài thực vật có hoa trong họ Crassulaceae. Loài này được Chaix miêu tả khoa học đầu tiên năm 1786.